# Mac (film)
Pour plus de détails, voir Fiche technique et Distribution.
Mac est un film américain écrit, joué et réalisé par John Turturro, sorti en 1992. 
Le film est projeté à la Quinzaine des réalisateurs au Festival de Cannes 1992 et remporte la Caméra d'or.

## Synopsis
Dans les années 1950, au Queens, à la mort du père Vitelli, un immigré italien, ses trois fils, Vico, Bruno et Niccolo, dit Mac — le père de John Turturro, mort en 1988 —, vont monter une affaire dans le bâtiment.

## Fiche technique
- Titre : Mac
- Réalisation : John Turturro
- Scénario : John Turturro et Brandon Cole
- Production : Brenda Goodman et Nancy Tenenbaum
- Photographie : Ron Fortunato
- Montage : Michael Berenbaum
- Musique : Richard Termini et Vin Tese
- Direction artistique : Robin Standefer et John Magoun
- Costumes : Donna Zakowska
- Pays de production : États-Unis
- Genre : drame
- Dates de sortie : 
  - France : (Première mondiale au Festival de Cannes 1992) : mai 1992
  - Canada : (Festival international du film de Toronto) : 17 septembre 1992
  - États-Unis : 19 février 1993

## Distribution
- John Turturro : Niccolo (Mac) Vitelli
- Michael Badalucco : Vico Vitelli
- Nicholas Turturro : Tony Gloves
- Matthew Sussman : Clarence
- Steven Randazzo : Gus
- Ellen Barkin : Oona Goldfarb
- Olek Krupa : Polowski
- John Amos : Nat
- Carl Capotorto : Bruno Vitelli
- Dennis Farina : Mr. Stunder
- James Madio : Jeune Mac
- Mike Starr : Pompier
- Kent Broadhurst : Mr. Tobin
- Stephi Lineburg : Jeune Alice
- Shirley Stoler : une cliente
- Ruth Maleczech
- Aida Turturro